# Spanish Aerocar

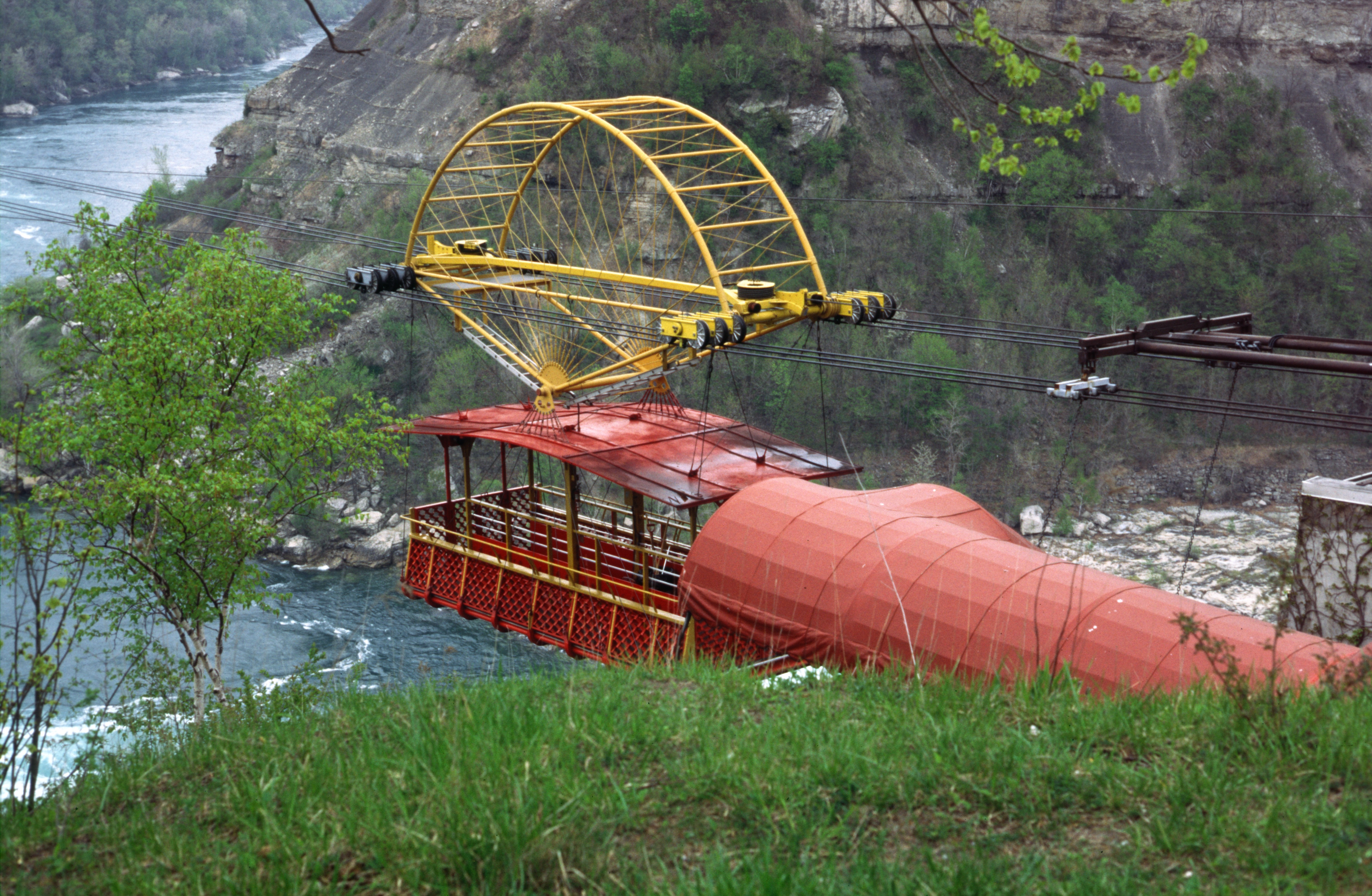
Spanish Aerocar.

El Spanish Aerocar (en español Transbordador aéreo español) es el teleférico o aerotransbordador más antiguo en funcionamiento del mundo ubicado en las cataratas del Niágara, Ontario, que transporta pasajeros a una zona del río Niágara, conocida como Whirlpool (el Remolino, en español).

## Historia

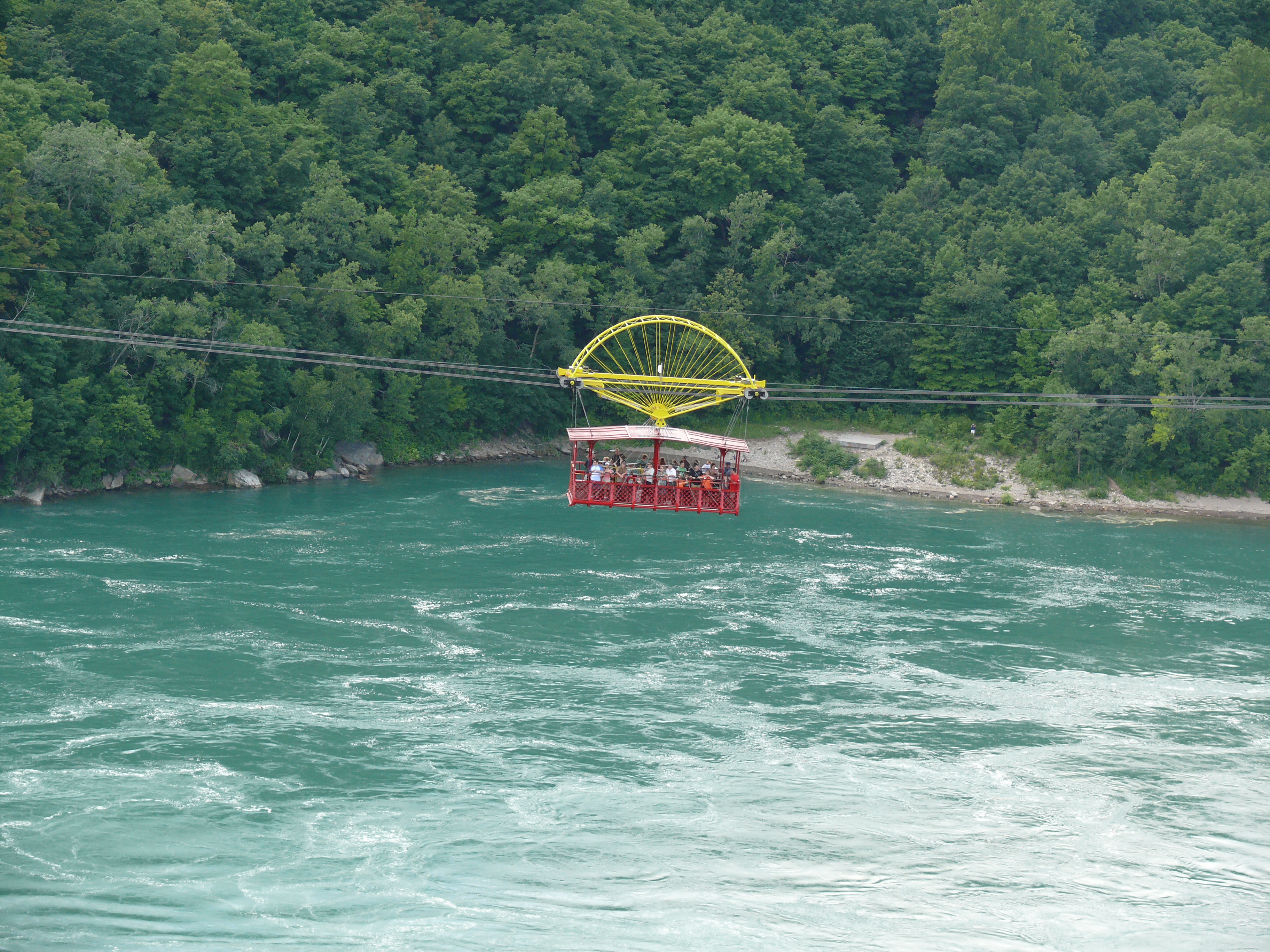
El aero-transbordador sobre el Remolino.

El Spanish Aerocar fue concebido por  Leonardo Torres Quevedo (1852 - 1936) construido en 1913 por la compañía española The Niagara Spanish Aerocar Co. Limited, de acuerdo con el diseño del ingeniero español Leonardo Torres Quevedo. Abrió sus puertas en agosto de 1916, y desde entonces ha sido reformado en 1961, 1967 y 1984. En la actualidad continúa en funcionamiento como atracción turística.
Cerca de la entrada, hay una placa en inglés que dice:

NIAGARA SPANISH AERO CAR
Leonardo Torres Quevedo (1852–1936) was an ingenious Spanish engineer. Among his creations were algebraic machines, remote control devices, dirigibles and the world's first computer.
The Niagara Spanish Aero Car was designed by Leonardo Torres Quevedo and represented a new type of aerial cable way that he called "transbordador". Officially opened on August 8, 1916, it is the only one of its kind in existence.
—The Niagara Parks Commission 1991

Traducción:

AEROCAR ESPAÑOL DEL NIÁGARA
Leonardo Torres Quevedo (1852–1936) fue un ingenioso ingeniero español. Entre sus creaciones destacan máquinas algebraicas, mandos a distancia, dirigibles y la primera computadora del mundo.

El coche aéreo español del Niágara fue diseñado por Leonardo Torres Quevedo y representa un nuevo tipo transporte por cable aéreo, que llamó «transbordador». Se inauguró oficialmente el 8 de agosto de 1916, siendo el único de su tipo en existencia.
— La Comisión de Parques del Niágara, 1991

## Especificaciones técnicas
El Spanish Aerocar se suspende en seis cables de acero entrelazados, cada uno de ellos es de 25 mm (1 pulgada) de diámetro. El coche está propulsado por un motor eléctrico de 50 caballos de fuerza (37 kW) y se desplaza a unos 7 km/h (5 mph). La carga por cable vía es de nueve toneladas, con un coeficiente de seguridad de los cables de 4.6. En el caso de un corte de energía, un generador diésel saca el coche de vuelta al muelle con seguridad. También tiene un vehículo de rescate que tiene cuatro pasajeros y un operador. El coche de rescate hasta ahora sólo ha sido utilizado con fines de formación y mantenimiento.
El Aerocar se encuentra suspendido entre dos puntos de Canadá, a pesar de que cruza la frontera canadiense y estadounidense cuatro veces en un viaje completo. La altura en su tramo central es de 61 metros (200 pies) sobre el río. Su longitud es 539 metros (1770 pies).
Desde la barquilla del Aerocar, los turistas pueden ver el Whirlpool State Park en Niagara Falls, Nueva York, así como la central hidroeléctrica Robert Moses, en Lewiston, Nueva York. También se puede ver a los excursionistas en senderos naturales y los pescadores de ambos lados del río.